# 18. People’s Choice Awards-gála
A 18. People’s Choice Awards-gála az 1991-es év legjobb filmes, televíziós és zenés alakításait értékelte. A díjátadót 1992. március 17-én tartották a kaliforniai Universal Studios Hollywoodban, a műsor házigazdája Kenny Rogers volt. A ceremóniát a CBS televízióadó közvetítette.

## Győztesek és jelöltek
Forrás:
| Az év új tévévígjátéka                       | Az év női előadója                        |
| -------------------------------------------- | ----------------------------------------- |
| - Házi barkács                               | - Reba McEntire                           |
| Az év vígjátéka                              | Az év női előadója nappali tévéműsorban   |
| - Irány Colorado!                            | - Susan Lucci                             |
| Az év férfi tévés sztárja                    | Az év férfi előadója                      |
| - Bill Cosby - The Cosby Show                | - Garth Brooks                            |
| Az év női countryzenésze                     | Az év női tévés sztárja                   |
| - Reba McEntire                              | - Candice Bergen - Murphy Brown           |
| Az év férfi countryzenésze                   | Az év vígjátékműsora                      |
| - Garth Brooks                               | - The Cosby Show                          |
| Az év drámaműsora                            | Az év drámai színésze                     |
| - L.A. Law                                   | - Kevin Costner - JFK – A nyitott dosszié |
| Az év drámája                                | Az év férfi előadója nappali tévéműsorban |
| - A bárányok hallgatnak                      | - Eric Braeden                            |
| Az év férfi vígjáték-sztárja                 | Az év drámai színésznője                  |
| - Steve Martin - L.A. Story – Az őrült város | - Julia Roberts - A szerelem erejével     |
| Az év fiataloknak szóló tévéműsora           | Az év női vígjáték-sztárja                |
| - Beverly Hills 90210                        | - Julia Roberts - Hook                    |
| Az év férfi előadója új tévéműsorban         | Az év női előadója új tévéműsorban        |
| - Tim Allen - Házi barkács                   | - Suzanne Somers - Egyről a kettőre       |
| Az év filmje                                 | Az év új drámaműsora                      |
| - Terminátor 2. – Az ítélet napja            | - Homefront                               |

## Fordítás
- Ez a szócikk részben vagy egészben  a(z)   18th People's Choice Awards című angol Wikipédia-szócikk fordításán alapul.  Az eredeti cikk szerkesztőit annak laptörténete sorolja fel. Ez a jelzés csupán a megfogalmazás eredetét és a szerzői jogokat jelzi, nem szolgál a cikkben szereplő információk forrásmegjelöléseként.